# Tadeusz Nalepa
Tadeusz Nalepa (sinh ngày 26 tháng 8 năm 1943 - mất ngày 4 tháng 3 năm 2007) là một nhạc sĩ, ca sĩ, tay guitar người Ba Lan. Tadeusz Nalepa nổi tiếng với dòng nhạc blues và rock.

## Tiểu sử
Tadeusz Nalepa tốt nghiệp tại một trường âm nhạc ở thành phố Rzeszów. Năm 1965, ông thành lập ban nhạc Blackout cùng nam nghệ sĩ Stan Borys. Ban nhạc này hoạt động đến cuối năm 1967.
Năm 1968, Tadeusz Nalepa thành lập ban nhạc Breakout. Ban nhạc này hoạt động trong 13 năm và ra mắt 10 bản album. Các thành viên quen thuộc của ban nhạc được ghi nhận vào năm 1983 (ngoài Tadeusz Nalepa) bao gồm: Ryszard Olesiński (guitar), Andrzej Nowak (guitar), Bogdan Kowalewski   (guitar bass) và Marek Surzyn (trống).
Tadeusz Nalepa giành được nhiều giải thưởng vì những cống hiến dành cho âm nhạc. Vào những năm cuối đời, do bị bệnh suy thận nặng nên ông mất vào ngày 4 tháng 3 năm 2007.

## Tác phẩm âm nhạc
Tadeusz Nalepa tham gia thu âm các album dưới đây:
Album của ban nhạc Blackout
- 1967 - Blackout

Album của ban nhạc Breakout
- 1969 - Na drugim brzegu tęczy
- 1970 - 70a
- 1971 - Blues
- 1971 - Mira
- 1972 - Karate
- 1973 - Ogień
- 1974 - Kamienie
- 1976 - NOL
- 1979 - ZOL
- 1980 - Żagiel Ziemi

Album của riêng Tadeusz Nalepa
- 1987 - Sen szaleńca
- 1988 - Numero Uno
- 1991 - Absolutnie
- 1993 - Pożegnalny cyrk
- 1994 - Jesteś w piekle
- 1995 - Najstarszy zawód świata
- 1996 - Flamenco i blues
- 1999 - Zerwany film
- 2002 - Sumienie